# Przygody Alicji w Krainie Czarów (film 1972)
Przygody Alicji w Krainie Czarów (ang. Alice’s Adventures in Wonderland) – brytyjski muzyczny film fantasy z 1972 roku w reżyserii Williama Sterlinga na podst. powieści Alicja w Krainie Czarów i IV rozdziału Po drugiej stronie lustra Lewisa Carrolla.

## Fabuła
Żyjąca w wiktoriańskiej Anglii nastoletnia Alicja spędza piknik ze swymi siostrami oraz panami Dodgsonem i Duckworthem. Gdy zasypia podczas opowieści Dodgsona, nagle się budzi maleńka wśród kęp trawy. Widząc mówiącego i wytwornie ubranego białego królika, wyraźnie się gdzieś spieszącego się, zaintrygowana Alicja udaje się za nim do nory. W głębinach nory znajduje się sala o wielu drzwiach. Wśród nich są drzwi wychodzące na piękny ogród, ale ich mały rozmiar uniemożliwia Alicji wejście. Na stoliku zjawia się flakonik z karteczką „Wypij mnie”. Alicja wypija go i staje maleńka. Jednak zapomniała wziąć klucz będący na stoliku, więc chcąc do niego się dostać zjada ciastko z napisem „Zjedz mnie”, lecz staje się tak olbrzymia, że dotyka sufitu. Z bezradności wybucha płaczem, a jej łzy wypełniają podłogę. Królik na jej widok ucieka w popłochu gubiąc wachlarz i rękawiczki. Za pomocą wachlarza Alicja wraca do poprzedniego rozmiaru.
Łzy Alicji znoszą ją wprost do strumyka i w towarzystwie jednej myszy udaje się na brzeg, gdzie są inne zwierzęta. Na polecenie myszy Alicja i pozostałe zwierzęta osuszają się w Wyścigu Kumotrów, który każdy wygrywa. Mysz śpiewa potem o swej nienawiści do kotów i psów. Zwierzęta uciekają jednak w popłochu, gdy Alicja mówi o swej kotce Dinie. Pojawia się Biały Królik uparcie biorący Alicję za swą gospodynię i każe jej przynieść nowe wachlarz i rękawiczki z jego domu. Tam Alicja pijąc kolejny flakonik robi się tak wielka, że wypełnia sobą cały dom. Biały Królik, jego ogrodnicy – irlandzkie świnki morskie i jaszczurka Bill biorą Alicję za olbrzyma. Wrzucają do środka kamyki zmieniające się w ciastka, po których zjedzeniu Alicja wraca do dawnego rozmiar. Ucieka ona Białemu Królikowi i jego ogrodnikom.
Alicja kontynuując poszukiwania pięknego ogrodu spotyka gąsienicę palącą sziszę. Żali się jej, że zmieniła się tyle razy, że nie wie kim jest. Gąsienica wyjaśnia, że zjedzenie kawałków z jej grzyba odpowiadają za wzrost. Alicja idzie dalej natykając się na bliźniaków – Tweedle Dee i Tweedle Duma. Proszą ją o bycie sekundantem w improwizowanym pojedynku. Jednak Tweedle Dee i Tweedle Dum uciekają w panice na widok gigantycznego czarnowrona. Później Alicja trafia do domu, gdzie spotyka Księżną, wiecznie uśmiechniętego kota z Cheshire i kucharkę rzucającej talerzami i nadużywającej pieprzu. Księżna wręcza Alicji swe niemowlę, a sama idzie na partyjkę krokieta z Królową Kier. Po wyjściu z domu ku zdumieniu Alicji, niemowlę zamienia się w prosiaka.
Kontynuując swą wędrówkę Alicja trafia na przyjęcie z herbatką, którego uczestnikami są Kapelusznik, Marcowy Zając i wiecznie śpiący Suseł. Cała trójka szczyci się swym szaleństwem. Alicję początkowo dobrze się bawi, jednak stwierdza, że to najgłupsza herbatka na jakiej była. Odchodząc trafia na drzewo, której pień otwiera przed nią salę z początku jej podróży. Alicja, spożywszy kęs grzyba, już z odpowiednim wzrostem wreszcie wchodzi na teren pięknego ogrodu. Tam widzi ożywione karty do gry malujące na czerwono białe róże zasadzone omyłkowo w miejsce czerwonych. Wkracza procesja karcianych królów i królowych. Biały Królik będący tu heroldem wyjaśnia, że jedna z nich – Królowa Kier wiecznie skazuje kogoś na dekapitację. Spotkało to m.in. Księżną oczekującą na wyrok za sprzeczkę z Królową. Rozpoczyna się gra w krokieta, na której zjawia się kot z Cheshire jedynie w formie głowy, przez co nie może zostać ścięty.
Właścicielka kota, Księżna zostaje ułaskawiona i znacznie milsza zasypuje Alicję przysłowiami. Odchodzi jednak, by nie rozwścieczyć Królowej Kier. Ta prowadzi Alicję nad morze, gdzie każe Gryfowi zapoznać ją z Nibyżółwiem. Gryf wyjaśnia Alicji, że wyroki śmierci Królowej nigdy nie są realizowane. Lamentujący Nibyżółw wspomina swoje szkolne lata, gdy był prawdziwym żółwiem. Wkrótce on, Gryf i Alicja tańczą szalony taniec, ale Biały Królik każe Alicji i Gryfowi udać się do sądu w sprawie skradzionych ciastek przez Waleta Kier. Niespodziewanie powiększająca się Alicja wytyka absurdalność procesu, za co wszyscy domagają się ścięcia jej głowy. Alicję ze snu budzą uczestnicy pikniku i wszyscy wracają do domu.

## Obsada
- Fiona Fullerton – Alicja
- Michael Crawford – Biały Królik
- Flora Robson – Królowa Kier
- Dennis Price – Król Kier
- Rodney Bewes – Walet Kier
- Robert Helpmann – Szalony Kapelusznik
- Peter Sellers – Marcowy Zając
- Dudley Moore – Suseł
- Michael Hordern – Nibyżółw
- Spike Milligan – Gryf
- Roy Kinnear – Kot z Cheshire
- Peter Bull – Księżna
- Patsy Rowlands – Kucharka
- Davy Kaye – Mysz
- William Ellis – Dodo
- Freddie Earlle – Pat, świnka morska #1
- Mike Elles – świnka morska #2
- Julian Chagrin – jaszczurka Bill
- Ralph Richardson – Gąsienica
- Freddie Cox – Tweedledum
- Frank Cox – Tweedledee
- Michael Jayston – pan Dodgson
- Hywel Bennett – pan Duckworth
- Victoria Shallard – Lorina
- Pippa Vickers – Edith
- Peter O’Farrell – Ryba
- Ian Trigger – Żaba
- Ray Brooks – Piątka Pik
- Richard Warwick – Siódemka Pik
- Dennis Waterman – Dwójka Pik

Źródło:

## Produkcja
Reżyser William Sterling oraz producent Joseph Shaftel pierwotnie chcieli zatrudnić do roli Alicji siedmioletnią aktorkę, by była zbliżona do wieku bohaterki w oryginalnych książkach. Koncepcja ta została później odrzucona, gdy twórcy zdali sobie sprawę, że większość dziewcząt w tym wieku „gubi zęby, często sepleni i ma krótki okres koncentracji”. Wówczas zmieniono w scenariuszu wiek Alicji na 10 lat i pod tym kątem szukano aktorek, jednak wkrótce napotkano podobne problemy. Zapadła decyzja o poszukiwaniu starszych aktorek. Zorganizowano ogólnokrajowe poszukiwania w całej Wielkiej Brytanii w poszukiwaniu nieznanej aktorki do tytułowej roli. Ponad 2 tys. dziewcząt w wieku od trzynastu do siedemnastu lat brało udział w przesłuchaniach.
Rolę Alicji otrzymała 15-letnia Fiona Fullerton, która wcześniej miała epizody aktorskie. Jak Fullerton opowiadała dla gazety „The Detroit News”, twórcy ujrzeli jej zdjęcie w magazynie, zrobione przez Anthony’ego Armstronga-Jonesa do artykułu o świeżych twarzach lat 70. Podczas pokazów testowych Fullerton została ubrana w kostium bez potrzeby charakteryzacji i miała zaśpiewać do przygotowanych piosenek. Podczas pokazu imitowała zachowanie małej dziewczynki: „Kiedy mała dziewczynka jest podekscytowana, chichocze oraz podskakuje klaszcząc przy tym w ręce. Także się wierci i lubi mówić szeptem” – opowiadała Fullerton na pytania, czym różni zachowanie dziewczynek od starszych kobiet.

## Ścieżka dźwiękowa
Za muzykę odpowiadał John Barry, a słowa do wszystkich piosenek napisał Don Black. 21 grudnia 2005 roku magazyn „Film Score Monthly” wydał ścieżkę dźwiękową w pakiecie z takową do filmu Petulia (1968) jako 20. numer serii Silver Age Classics.
| Silver Age Classics: John Barry – Alice’s Adventures In Wonderland – 2005 | Silver Age Classics: John Barry – Alice’s Adventures In Wonderland – 2005                                                                   | Silver Age Classics: John Barry – Alice’s Adventures In Wonderland – 2005 |
| Nr                                                                        | Tytuł utworu | Długość                                                                   |
| ------------------------------------------------------------------------- | --- | ------------------------------------------------------------------------- |
| 1.                                                                        | „Overture” | 4:29                                                                      |
| 2.                                                                        | „Curiouser And Curiouser” (Fiona Fullerton)                                                                                                 | 2:16                                                                      |
| 3.                                                                        | „You’ve Got To Know When To Stop” (Davy Kaye)                                                                                               | 2:09                                                                      |
| 4.                                                                        | „The Royal Procession” | 1:44                                                                      |
| 5.                                                                        | „The Last Word Is Mine” (Fiona Fullerton, Michael Crawford)                                                                                 | 2:01                                                                      |
| 6.                                                                        | „Dum And Dee Dance” (Fiona Fullerton) | 3:08                                                                      |
| 7.                                                                        | „The Pun Song” (Dudley Moore, Peter Sellers, Robert Helpmann)                                                                               | 3:03                                                                      |
| 8.                                                                        | „I’ve Never Been This Far Before” (Fiona Fullerton)                                                                                         | 2:19                                                                      |
| 9.                                                                        | „Curiouser And Curiouser” | 2:14                                                                      |
| 10.                                                                       | „I’ve Never Been This Far Before” | 2:19                                                                      |
| 11.                                                                       | „Medley: Off With Their Heads / The Croquet Game / Off With Their Heads / The Moral Song / Off With Their Heads” (Flora Robson, Peter Bull) | 4:15                                                                      |
| 12.                                                                       | „The Me I Never Knew” | 2:39                                                                      |
| 13.                                                                       | „The Lobster Quadrille” | 1:46                                                                      |
| 14.                                                                       | „Will You Walk A Little Faster?” (Michael Hordern, Spike Milligan)                                                                          | 1:57                                                                      |
| 15.                                                                       | „They Told Me” (Michael Crawford) | 0:45                                                                      |
| 16.                                                                       | „The Me I Never Knew” (Fiona Fullerton) | 4:10                                                                      |
|                                                                           | | 41:14                                                                     |

## Analiza
Joy E. Morrow i Christopher Flavin dostrzegli w filmie odzwierciedlenie konfliktu klasowego. Według nich konflikt ten opiera się na walce młodej dziewczyny z system społecznym Krainy Czarów, co demonstrowała scena w sądzie. Alicja mimo wielkości zostaje zaszczuta przez domagających się mieszkańców jej dekapitacji pod wpływem Królowej Kier – reprezentuje to koncepcję nie dającego wygrać porządku społecznego. Alicja w tej wersji odzwierciedla zachodzące zmiany społeczno-kulturowe na przełomie 60.-70. XX wieku.

## Nagrody
| Nagroda                                                      | Kategoria          | Nominowani        | Wynik   | Źródło |
| ------------------------------------------------------------ | ------------------ | ----------------- | ------- | ------ |
| 26. ceremonia wręczenia nagród Brytyjskiej Akademii Filmowej | Najlepsze zdjęcia  | Geoffrey Unsworth | Wygrana | [ 12 ] |
| 26. ceremonia wręczenia nagród Brytyjskiej Akademii Filmowej | Najlepsze kostiumy | Anthony Mendleson | Wygrana | [ 12 ] |